# Nartheciaceae
Nartheciaceae, biljna porodica iz reda Dioscoreales koja je dobila ime po rodu kostolom (Narthecium), močvarnim trajnicama iz zapadne i sjeverozapadne Europe, jugozapadne Azije, istočne i zapadne obale SAD-a. 
Porodica se sastoji od tridesetak vrsta s pet rodova.

## Opis
Nartheciaceae, s četiri ili pet rodova i 41 vrstom, uključena je u red Dioscoreales na temelju molekularnih dokaza i zajedničkog posjedovanja steroidnih saponina. Glavni rod u porodici, Narthecium, prije je bio uključen u porodicu Liliaceae.
Neki autori rod Metanarthecium priznaju kao monotipičan, i treba ga smatrati zasebnim rodom, po drugima je sinonim za Aletris.

## Rodovi
1. Aletris L. (24 spp.)
2. Lophiola Ker Gawl. (1 sp.)
3. Metanarthecium Maxim.  (1 sp.)
4. Narthecium Moehr. ex Huds. (7 spp.)
5. Nietneria Klotzsch & M. R. Schomb. ex Benth. (2 spp.)